# Gwoyeu romatzyh

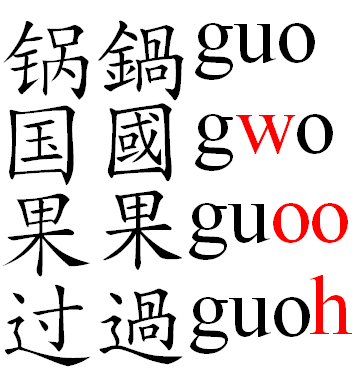
Transcripció segons el mètode gwoyeu romatzyh de la sílaba guo en els quatre tons del mandarí, que correspondrien a guō, guó, guǒ i guò en pinyin.

El  gwoyeu romatzyh  Xinès tradicional: 國語羅馬字, Xinès simplificat: 国语罗马字, Pinyin: Guóyǔ Luómǎzì,, literalment  escriptura romanitzada de la llengua nacional ) és un mètode de romanització (transcripció a l'alfabet llatí) del xinès mandarí. El sistema va ser desenvolupat a la Xina la dècada del 1920 per lingüistes afins al govern republicà del Kuomintang i va ser el primer sistema de transcripció del xinès a l'alfabet llatí que va gaudir de reconeixement oficial a la Xina. Després de la retirada del règim de la República de la Xina a l'illa de Taiwan, va continuar sent el sistema oficial de romanització de la República de la Xina fins al 1986, quan va ser reemplaçat per una versió molt modificada, els símbols fonètics del mandarí II. En l'actualitat ha caigut en desús.
Un dels trets més característics del  gwoyeu romatzyh  és el fet que els tons distintius de les síl·labes del mandarí són representats mitjançant combinacions de lletres, i no mitjançant signes diacrítics. Aquesta és una diferència fonamental amb el sistema rival  latinxua sin wenz , desenvolupat també en la primera meitat del segle xx per comunistes xinesos a la Unió Soviètica, i que ignorava per complet els tons, en considerar que aquests es podien deduir pel context. Les visions contraposades dels tons bé com a simples detalls o bé com a part essencial de les síl·labes en mandarí suposarien el principal motiu d'enfrontament entre els partidaris dels dos sistemes i influiria en el disseny del sistema  hanyu pinyin , promulgat per la República Popular de la Xina a partir de 1956 i d'ús majoritari en l'actualitat. Encara que el  hanyu pinyin  es basa principalment en el  latinxua sin wenz , l'ús de marques diacrítiques per als tons s'hauria causa de les pressions dels que anys abans havien estat partidaris de l' gwoyeu romatzyh , com Li Jinxi.
L'ús de combinacions de lletres diferents per assenyalar els tons propi del  gwoyeu romatzyh  perviu en l'actualitat en el nom oficial de la província xinesa de Shaanxi, per diferenciar-la de la veïna província de Shanxi. Les formes correctes en  hanyu pinyin   Shanxi  i  Shanxi  es distingeixen només per les marques de to, sovint omeses. Per evitar ambigüitats, l'Estat xinès utilitza de manera oficial la grafia  Shaanxi , amb una  a  duplicada que és vestigi de l' gwoyeu romatzyh .

## Història
El sistema va ser dissenyat per lingüistes xinesos, entre ells Lin Yutang i Y. R. Chao, que recolzaven la idea, molt comú en aquella època, que els caràcters xinesos havien de ser abolits i reemplaçats per un sistema d'escriptura fonètic, per tal de facilitar l'alfabetització de la població i el desenvolupament econòmic i social de la Xina. A causa d'això, el  gwoyeu romatzyh  va ser dissenyat com un sistema d'escriptura per al mandarí apte per ser utilitzat en tota mena de contextos, com a alternativa al sistema d'escriptura tradicional. Això diferenciava de manera radical a aquest sistema d'altres que l'havien precedit, com el famós sistema Wade-Giles, que simplement servia com a guia de la pronunciació del xinès per a estrangers.
El sistema va ser fet públic per primera vegada el 1926 i va ser adoptat com a sistema d'escriptura llatina oficial a la República de la Xina el 1928. El nom original del sistema, la traducció és  escriptura romanitzada de la llengua nacional , revela el seu origen com un sistema ortogràfic complet per al xinès, idea controvertida que seria finalment rebutjada. El nom va ser substituït pel de  yìyin fuhao  (????,  símbols de transcripció ) el 1940, precisament per eliminar qualsevol noció que aquest sistema pogués acabar substituint als caràcters com a expressió escrita habitual de la llengua xinesa.
Després del trasllat del règim de la República de la Xina a Taiwan en concloure la Guerra Civil Xinesa, el  gwoyeu romatzyh  va conservar la seva condició de sistema de transcripció llatina oficial a la República de la Xina, tot i que aquesta condició era més aviat simbòlica i el sistema just s'emprava, a part del seu ús en manuals de xinès per a estrangers publicats a Taiwan. Al maig de 1984, el Ministeri d'Educació de la República de la Xina va publicar una nova versió d'aquest sistema, que eliminava les distincions gràfiques degudes als tons. A aquesta forma modificada, més similar al hanyu pinyin, se la va denominar  guoyu zhuyin fuhao dì Èr shi  (國語注音符號第二式,  símbols d'anotació fonètica del mandarí, segon estil , en al·lusió al seu caràcter secundari respecte al primer estil, el  zhuyin  o  bopomofo , sistema de transcripció no llatí), i és també coneguda per la sigla anglesa "MPS II" ( Mandarin Phonetic Symbols II ). En l'actualitat, el MPS II ha estat substituït com a sistema oficial de la República de la Xina pel  tongyong pinyin , un nou sistema desenvolupat a Taiwan, més similar a l' hanyu pinyin .

## Característiques
El sistema presenta algunes similituds en l'ús de les consonants amb el sistema  hanyu pinyin . Per exemple, la diferència entre consonants aspirades i no aspirades es reflecteix mitjançant els parells  b / p ,  d / t  i  g / k  (compari's això amb l'ús de l'apòstrof en el sistema Wade-Giles). En el cas de les consonants representades per  z  i  c  en  hanyu pinyin , l' gwoyeu romatzyh  utilitza  tz  i  ts  respectivament. La  ch  del  hanyu pinyin  correspon també a la  ch  en  gwoyeu romatzyh  mentre que la  zh  del  hanyu pinyin  es representa per  j . Una de les característiques més importants del  gwoyeu romatzyh  és que la terna de palatals representada per  j ,  q  i  x  en  hanyu pinyin  s'escriu en  gwoyeu romatzyh  com  j ,  ch  i  sh , respectivament, sense distinció respecte a la sèrie de consonants retroflejas. Aquesta característica del sistema l'acosta més al Wade-Giles, o al sistema de Yale dissenyat en els Estats Units, que en  hanyu pinyin  i al  bopomofo , en els quals les palatals apareixen com consonants diferenciades. Això no fa al  gwoyeu romatzyh  menys precís, ja que el fet que les palatals i les retroflejas s'utilitzin amb vocals diferents fa que es puguin considerar com a variants alófonas d'aquests fonemes. Pel que fa a les vocals, destaca el fet que  iou ,  uei  i  UEN  s'escriuen sempre en la forma completa, a diferència del que passa en  hanyu pinyin , en què aquestes combinacions vocàliques es redueixen, per pura convenció gràfica, a  iu ,  ui  i  un , respectivament. Noti's que en  gwoyeu romatzyh  la combinació  iu  s'utilitza per a la vocal  ü  del  hanyu pinyin . Per la seva banda, l'anomenada "rima buida" es representa per  i . Així, les síl·labes del  hanyu pinyin   ci ,  zi ,  txi ,  zhi   si ,  shi  i  ri  s'escriuen, respectivament,  tsy ,  tzy ,  chy ,  ji ,  si ,  Shy  i  ri  (en primer to). La rotización pròpia del dialecte pekinés s'indica en  gwoyeu romatzyh  amb la lletra  l  en lloc de la  r  utilitzada en altres sistemes. Això és important perquè la  r  s'empra, a part del seu ús en la sílaba  ri , per a la representació gràfica del segon to del mandarí, en el que és el tret més cridaner del sistema: l'ortografia tonal.
En efecte, el  gwoyeu romatzyh  té la peculiaritat que els quatre tons del mandarí es representen amb combinacions de lletres, i no amb signes diacrítics. Així, les formes bàsiques de les síl·labes (per exemple  ba ) s'empren per al primer to, excepte en les síl·labes que comencen per  m ,  n ,  l  i  r , per a les que la forma bàsica representa el segon to, a causa de la major freqüència estadística d'aquest. A partir d'aquestes formes bàsiques, unes regles de transformació de les síl·labes s'apliquen per determinar les diferents grafies per a cada to. Així, per exemple, les síl·labes  bā ,  bá ,  bǎ  i  bà  del  hanyu pinyin  són en  gwoyeu romatzyh   ba ,  bar ,  baa  i  bah . Les regles de transformació varien segons les síl·labes i la complicació d'aquestes ha estat de vegades assenyalada com un defecte del sistema. Davant d'aquesta dificultat, una possible avantatge per als estudiants de xinès que han utilitzat aquest sistema en el passat és la major facilitat amb què es memoritza la pronunciació correcta de les paraules a causa de la clara distinció gràfica entre les síl·labes que només es diferencien pel to.
Igual que el sistema rival  latinxua sin wenz , l' gwoyeu romatzyh  va ser dissenyat com un sistema complet d'escriptura de la llengua xinesa en alfabet llatí, i no com una mera eina per a la transcripció dels sons del mandarí. Per això, els noms occidentals es mantenen en la seva grafia original llatina, sense ser adaptats a la fonètica del mandarí. Aquesta és la raó que el nom correcte del sistema sigui  gwoyeu romatzyh  i no  gwoyeu luomaatzyh . Aquesta última seria la forma ajustada a la pronunciació normal, però el nom de Roma, pel seu origen estranger, no s'ha d'adaptar segons la lectura xinesa, sinó que s'escriu en la seva grafia original italiana.